# Unités de mesure de la Rome antique

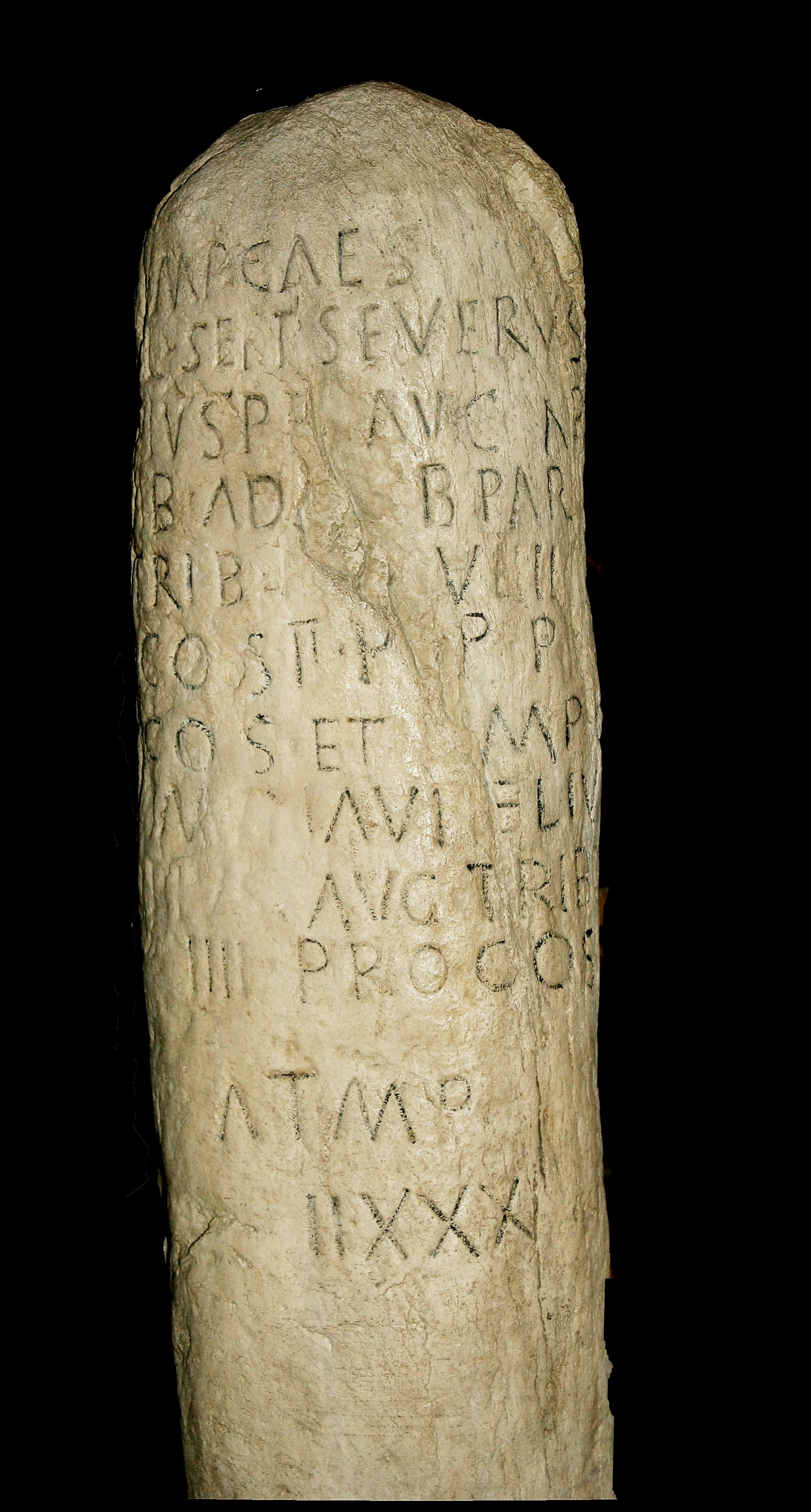
Une borne romaine indiquant une distance de 28 milles romains (environ 41 km) de Teurnia.

Le système des unités de mesure de la Rome antique est influencé par le système grec (en). Il utilise largement la division par 12. Il se répand dans toute la méditerranée au fil des conquêtes de Rome. Des étalons conservés au capitole assurent l'uniformité du système, qui périclite cependant sous le Bas-Empire.

## Mesures de longueur

### Généralités
Les noms des plus petites mesures de longueur de l'Antiquité romaine correspondent à des parties du corps humain. La pensée commune voit dans la notion de "pied" une mesure issue du corps humain, mais le métrologiste J. C. Hocquet explique que le pied est à comprendre comme le point d'appui d'une société, le socle qui va soutenir l'équilibre de la société. Beaucoup d'entre elles ont un équivalent grec, par exemple le degré (gradus), correspond au pas simple des Grecs, et le pas (passus) correspond au pas double des Grecs (le gradus est surtout utilisé en trigonométrie et géodésie).
L'unité de référence est le pied (pes), nommé pes monetalis, pied monétal, par Hygin le Gromatique. Nicolas Rigault (sans justification apparente) et Friedrich Hultsch interprètent cette appellation comme une preuve de l'existence d'un mètre étalon conservé dans le temple de Junon Moneta (« celle qui avertit », parce que Junon avait averti les Romains de l’imminence d’un tremblement de terre). Cependant, ce-dernier justifie cette interprétation par l'inscription du Farnèse Congius (en), qui désigne un étalon de poids au Capitole, et par une mention de Priscien. Or, Priscien mentionne un cube étalon d'un pied de côté consacré à Jupiter et conservé sur le mont Tarpéien pour lui éviter toutes détériorations. 
Sa valeur classique est de 29,57 cm, souvent arrondi à 29,6 ou 29,5 cm. Il s'agit d'une valeur théorique déterminée par comparaison entre plusieurs valeurs pratiques, déterminées à partir d'instruments de mesure réels antiques retrouvés, de pieds étalons représentés en grandeur nature sur des monuments, et plusieurs valeurs calculées, à partir de proportions d'objets manufacturés et de structures. 
Par leur fabrication artisanale, toutes ces valeurs pratiques ne sont jamais exactement identiques, avec des variations pouvant atteindre 4 mm, et pouvant occasionner des différences non négligeables sur de grandes distances : un mille romain d'un pied monétal équivaut à 1478,50 m, et celui d'un pied de 29,97 cm à 1498,50 m, soit une différence de 20 m. Plusieurs instruments de mesure gradués en subdivisions du pied ont été retrouvés avec des matières (bronze, fer, os, corne) et des formes différentes (règle pliante, à une ou deux articulations, rigide et tige d'interprétation plus discutable),.
| Type                                                           | Valeur de mesure et graduations | Valeur de mesure et graduations | Datation                                | Lieux de découverte et de conservation                                                     | Sources |
| -------------------------------------------------------------- | --- | ------------------------------- | --------------------------------------- | ------------------------------------------------------------------------------------------ | --- |
| Tige longue de 148 mm                                          | mesure d'un demi-pes monetalis de 29,57 cm, avec traits transversaux marquant des graduations sur la face supérieur en digitus (1 doigt) | et en semuncia (1/2 once)       | issue d'un contexte des années -120/-40 | fouilles du parking de la mairie de Besançon (Doubs)                                       | Barthèlemy et Dubois 2007 §§13,14 citent les études de Feugère 1992 et Feugère 1995 (également cités par Schubert et Schubert 1993, p. 235 note 39) |
| Tige longue de 148,5 mm avec une extrémité coudée zoomorphique | mesure d'un demi-pes monetalis de 29,57 cm, avec traits transversaux marquant des graduations sur la face supérieur en digitus (1 doigt) | et en uncia (1 once)            |                                         | très probablement découvert lors de dragages en Saône à Chalon, et conservé au musée Denon | Barthèlemy et Dubois 2007 §§13,14 citent les études de Feugère 1992 et Feugère 1995 (également cités par Schubert et Schubert 1993, p. 235 note 39) |

Cependant, plusieurs spécialistes ayant calculé la valeur du pied romain à partir des proportions de structures archéologiques constatent une légère diminution de celle-ci, évoluant de 29,57 cm à la République à 29,42 cm à la fin de l'Empire.
Le système traditionnel de mesure de longueur romaine est décrit dans le tableau suivant. On y trouve des relations liées à la fois à la base 2, 10, 12 et 16, dont la plus petite unité, le doigt (digitus).
| Unité romaine                                | Traduction usuelle                       | Relations                     | Équivalence |
| -------------------------------------------- | ---------------------------------------- | ----------------------------- | ----------- |
| digitus                                      | doigt                                    | 1/16 pied                     | ~1,8 cm     |
| sesquidigitus                                | doigt et demi                            | (1,5 doigt)                   | ~2,8 cm     |
| palmus                                       | paume, palme                             | 1/4 pied (4 doigts)           | ~7,4 cm     |
| semipes puis aussi semis (fin du Ier siècle) | demi-pied                                | 1/2 pied                      | ~14,7 cm    |
| pes                                          | pied                                     | (4 palmes)                    | ~29,44 cm   |
| palmipes                                     | palmipes                                 | 5/4 pieds (1 pied et 1 palme) | ~36,8 cm    |
| cubitus                                      | coudée                                   | 3/2 pieds                     | ~44,46 cm   |
| gradus                                       | grade, degré (correspond à une enjambée) | 5/2 pieds                     | ~73,6 cm    |
| ulna                                         | aune, brasse                             | 4 pieds                       | ~1,178 m    |
| passus                                       | pas (correspond à deux enjambées)        | 5 pieds                       | ~1,472 m    |
| decempeda (pertica)                          | perche                                   | 10 pieds                      | ~2,944 m    |
| actus                                        | actus, acte                              | 120 pieds (12 perches)        | ~35,328 m   |
| stadium                                      | stade                                    | 625 pieds (125 pas)           | ~184 m      |
| miliarium (ou milliarium), milia             | mille                                    | 5 000 pieds (1 000 pas)       | ~1,472 km   |

La précision des équivalents dans le système métrique du tableau ci-dessus ne doit pas faire illusion : on trouve d'autres valeurs (voisines) suivant les auteurs, par exemple pour le mille 1 479 m, 1 480 m, 1 481,5 m, …
La perche est généralement de dix pieds, mais, selon le recueil des Gromatici veteres (utilisateurs de la groma), les arpenteurs utilisent deux types de perche, la decempeda (littéralement « dix pieds »), perche de 10 pieds de 16 doigts, et la pertica perche de douze pieds de 18 doigts.
Autour du Ier siècle, les Romains introduisent une division du pied calquée sur leur système monétaire dont le vocabulaire est repris, qui coexiste avec le système traditionnel. Le pied est pris comme équivalent de l'as, et se voit divisé comme celui-ci en 12 onces (uncia, ~2,5 cm), ce qui permet d'introduire des unités de mesure que l'on n'obtient pas par le système précédent, comme le tiers (triens, 4 onces, 1/3 de pied), la semuncia (en) (1/2 once, 1/24 pieds) et la sescuncia (1 once et demi, 1/8 pieds). Chacun des onze multiples de l'once inférieur au pied porte un nom, comme le dodrans de 9 onces (3/4 pied, environ 22 cm) souvent traduit par empan.
L'once est parfois assimilée au doigt, ce qui produit des confusions avec d'une part, un pied de 16 doigts et d'autre part, un pied de 12 doigts, confusions qui perdurent au Moyen Âge.
Dans son Histoire naturelle, Pline l'Ancien utilise une unité d'un quart de doigt, la sicilique (sicilicus), mais avec un doigt en fait d'une once (1/12 pied).
D'autres mesures d'origine autochtone sont utilisées dans les provinces de l'Empire comme la lieue (leuga ou leuca) en Gaule et en Germanie (voir #La lieue gauloise). Hygin le Gromatique  appelle le pied officiel romain pes monetalis afin de le différencier du pes Drusianus, le pied de Drusus, utilisé en Germanie chez les Tongres, et du pes Ptolomeicus ou Ptolemeicus, le pied ptolémaïque, utilisé dans la province de Cyrénaïque : le pied de Drusus équivaut alors à « un pied monétal augmenté d'une sescuncia » (1/8 pied), donc à 33,27 cm ; et le pied ptolémaïque à « un pied monétal augmenté d'une semuncia » (1/24 pied), donc à 30,80 cm,. Ce rapport entre le pied monétal et drusien a été confirmé par la découverte à Enns en Autriche de 3 extrémités métalliques de perches d'arpenteurs (10 pieds), dont deux sont graduées en onces (1/12 pied) de pied drusien (tous les 2,77 cm) et en semuncia (1/2 once, 1/24 pieds) de pied monétal (tous les 1,23 cm).
| Type | Valeur de mesure et graduations | Datation                                                            | Lieux de découverte et de conservation | Sources                                                                                |
| --- | --- | ------------------------------------------------------------------- | --- | -------------------------------------------------------------------------------------- |
| Tige ronde de fer longue de 154,5 mm et pourvue de 3 anneaux en bronze, avec un sommet cylindrique et un bout coupé droit | mesure d'un demi-pied celtique de 309 mm, avec des subdivisions d'un (du sommet jusqu'au premier anneau, ou du troisième anneau jusqu'au bout), deux (du premier anneau jusqu'au deuxième), trois (du deuxième jusqu'au troisième), six (du sommet jusqu'au troisième anneau) et huit (du sommet jusqu'au bout) doigts | fin de la culture de La Tène ou second âge du fer (-450/-25)        | fouille de 1972 de l'oppidum celte de Manching (Haute-Bavière), capitale de la tribu des Vendéliques, dont le demi-pied celtique de la tige est presque (à 1 mm près, non significatif) parfaitement proportionnelle aux mesures des bâtiments ; conservée au Musée celto-romain de Manching | Schubert et Schubert 1993, p. 231, (également cités par Barthèlemy et Dubois 2007 §10) |
| Tige longue de 122 mm, dont une extrémité en pointe est brisée, et l'autre coudée, en angle droit, zoomorphique, avec, sur la face supérieure, 4 rainures transversales (dont une effacée à la restauration) et 12 encoches triangulaires réparties sur les 2 bords mais non en vis-à-vis | mesures à tendance globale de subdivisions du pes drisianus de 332,7 mm : d'un tiers (entre la pointe "reconstituée" et la troisième rainure, à 0,9 mm près, 1 triens), d'un quart (entre la troisième rainure et la quatrième effacée, 1 palmus), d'un sixième (entre la première rainure et la deuxième, à 2 mm près, 1 sextans), d'un huitième (entre la deuxième et la troisième, à 2,6 mm près, 2 digiti), d'un douzième (entre la première rainure et celle effacée, 1 uncia), et de subdivisions d'once : d'un demi (entre la pointe "reconstituée" et la première rainure, 1 semuncia), d'un tiers (entre la première rainure et la septième encoche, 1 duosela, à 0,8 mm près), d'un quart (entre la première rainure et la quatrième encoche, 1 lycus, à 0,1 mm près), d'un sixième (entre la première rainure et la troisième encoche, 1 sela, à 0,4 mm près), d'un huitième (entre la première rainure et la deuxième encoche), d'un neuvième (entre la deuxième encoche et la deuxième rainure, à 0,1 mm près), d'un douzième (entre la première rainure et la première encoche, à 0,3 mm près) | issu d'un contexte du début de la colonisation romaine vers -40/-20 | fin de fouille en 1991 de sauvetage urgent a été menée par le Groupement Archéologique du Mâconnais sur le site de la construction d’une maison médicale à l’angle du cours Moreau et de la rue des Épinoches à Mâcon                                                                        | Barthèlemy et Dubois 2007                                                              |

### La lieue gauloise
La lieue (leuga ou leuca) est une unité de mesure utilisée en Gaule et en Germanie : on la retrouve sur les bornes des voies romaines de ces régions de l'Empire, l'inscription y est en toutes lettres ou souvent abrégée LEVG ou L. La carte de Peutinger porte des indications de distances en lieues à partir de Lyon, c'est-à-dire que deux mesures sont utilisées : le mille dans la province romaine, et la lieue au-delà de Lyon. Sur les bornes milliaires, la distinction est indiquée avec, précédant le chiffre du nombre de lieues, soit un « M » pour les milles, soit un « L » pour les lieues. De Caumont précise par ailleurs que la lieue gauloise est « désignée tantôt sous le nom de lieue, tantôt sous celui de mille, et que souvent le mot millia n'indique point des milles romaines, mais des lieues gauloises, lorsqu'il s'applique à la partie des Gaules où cette mesure était usitée ».
La lieue apparaît également dans des écrits de Ammien Marcellin à la fin du IVe siècle, et de Jordanès à la fin du VIe siècle, où ces auteurs lui donnent la valeur de 1,5 mille ou 1 500 pas, soit autour de 2 222 mètres (pour un mille pris de 1 481,5 mètres). Aussi au XIXe siècle, le consensus se fait-il chez les spécialistes pour cette valeur de la lieue gallo-romaine. Des contestations apparaissent cependant, souvent de la part d'ingénieurs qui se fondent sur les relevés de terrains et les indications des bornes milliaires et tendent vers une lieue gauloise d'au moins 2 400 mètres.
On voit ainsi Pistollet de Saint-Ferjeux donner une lieue de 2 415 m dès 1852, suivi par Du Mesnil en 1881. En 1864 Louis-Auguste Aurès donne une lieue de 2 436 mètres,,, une valeur suivie par Lièvre qui en 1893 utilise lui aussi les cartes d'état-major au 1/80 000 pour déterminer ce nombre,,. Mais leurs conclusions sont longtemps rejetées, ou leurs thèses restent marginales.
En 1964, Clos-Arceduc introduit une méthode originale de rémanence topographique : l'espacement régulier de points remarquables peut avoir une correspondance avec une unité de distance antique. Il découvre de cette façon deux unités, l'une de 2 222 mètres et l'autre de 2 415 mètres. La thèse d'une « grande » lieue gauloise acquiert finalement toute sa légitimité avec la parution en 1999 d'un article de Jacques Dassié (spécialiste d'archéologie aérienne) dans la revue Gallia, sans toutefois faire l'unanimité chez les archéologues,.
Selon Dassié, les peuples de la Gaule utilisent avant la conquête romaine une lieue dont la valeur fluctue entre 2 400 mètres et 2 500 mètres, fluctuations qui peuvent s'expliquer par la diversité des peuples gaulois : il n'existait pas en Gaule de pouvoir centralisateur comme à Rome qui aurait pu standardiser cette valeur ; mais aussi par les limitations techniques de l'époque. Cette lieue survit à la conquête romaine, mais l'empire romain, ne réussissant pas à l'éliminer, introduit une lieue romanisée de 1,5 mille, soit environ 2 222 m, dont la valeur est relativement proche, mais qui s'intègre à leur propre système de mesures par son rapport simple avec le mille. Mais la lieue romanisée n'aurait remplacé que partiellement la lieue gauloise, et les deux lieues ont pu coexister.
Pour les opposants à cette thèse, la Gaule pré-romaine, ne connaissant pas d'autorité centrale, ne pouvait posséder une telle unité de mesure ; et même s'il existe des variantes, il n'y a pas à identifier deux lieues distinctes.
Christian Goudineau envisage que le mille et demi ou les 1 500 pas donnés pour la lieue par Ammien Marcellin et Jordanès n'indiquent qu'une méthode commode pour un calcul approximatif de la lieue, plutôt qu'une unité de mesure réellement utilisée.

## Mesures de surface
L'unité de surface de référence semble avoir été le jugère (Jugerum) de 240 sur 120 pieds, dont les multiples portent des noms spécifiques, mais dont les sous-multiples portent le même nom que l'unité de longueur. Dans ce dernier cas le « carré » n'est pas précisé : les Romains parlent par exemple d'une aire de cent pieds pour une aire de cent pieds carrés, dix pieds sur dix pieds.
| Unité romaine      | traduction usuelle   | Ratio    | Équivalence  |
| ------------------ | -------------------- | -------- | ------------ |
| Pes quadratus      | pied carré           | 1/14 400 | ~ 875 cm2    |
| decempeda quadrata | perche carrée        | 1/144    | ~ 8,75 m2    |
| Actus minimus      | acte minime          | 1/30     | ~ 42 m2      |
| Porca              | porca                | 1/6      | ~ 210 m2     |
| Clima              | clima                | 1/4      | ~ 315 m2     |
| Actus quadratus    | acte carré ou arpent | 1        | ~ 12,60 ares |
| Jugerum            | jugère               | 2        | ~ 25,20 ares |
| Heredium           | Heredium             | 4        | ~ 50,40 ares |
| Centuria           | centurie             | 400      | ~ 50,4 ha    |
| Saltus             | saltus               | 1 600    | ~ 201,6 ha   |

## Mesures pondérales

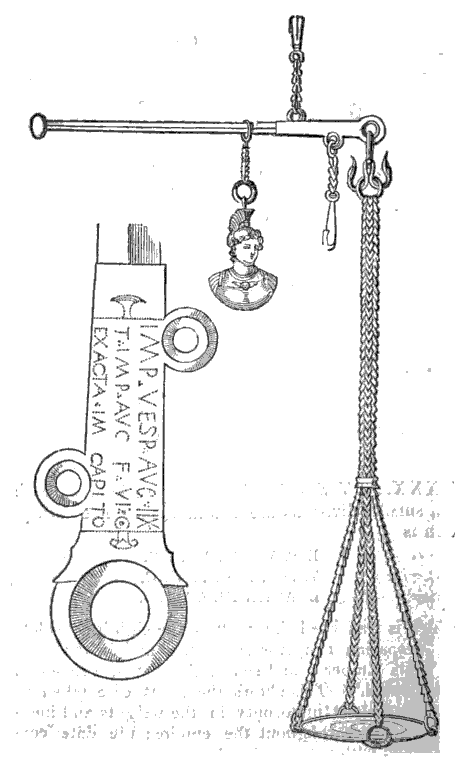
Balance romaine (stadera) avec plateau et poids de pesée en forme de tête.

Le système des mesures pondérales utilise beaucoup la base 12. L'unité pondérale de référence est la livre (libra) qui se divise en douze onces (uncia), sur le modèle de la division de l'as. L'as est d'ailleurs à l'origine une masse de cuivre d'une livre, mais sa valeur est réduite à 2 onces en -261, à 1 once en -197 et à 1/2 once en -191. L'once elle-même se divise en douze parties.
Comme pour les mesures de longueur, des étalons sont conservés au Capitole. La valeur de la livre romaine a été estimée à environ 327 grammes, 328,9 g, entre 325 et 326 g, plus tardivement autour de 324 g.
| Unité romaine                                           | Traduction     | Équivalent   | Équivalent métrique |
| ------------------------------------------------------- | -------------- | ------------ | ------------------- |
| Libra                                                   | livre          |              | ~327 g              |
| uncia                                                   | once           | 1/12 livre   | ~27,25 g            |
| semuncia                                                | demi-once      | 1/2 once     | ~13,63 g            |
| duella                                                  | duella         | 1/3 once     | ~9,09 g             |
| sicilicus                                               | sicilique      | 1/4 once     | ~6,82 g             |
| sextula                                                 | sextule        | 1/6 once     | ~4,54 g             |
| denarius                                                | denier         | 1/7 once     | ~3,9 g              |
| semisicilicus                                           | demi-sicilique | 1/8 once     | ~3,41 g             |
| dimidia ou drachma                                      | drachme        | 1/12 once    | ~2,27 g             |
| scripulum ou scrupulum (gramma en latin ecclesiastique) | scrupule       | 1/2 drachme  | ~1,14 g             |
| siliqua                                                 | silique        | 1/12 drachme | ~0,19 g             |

Les noms des multiples de l'once romaine sont repris du vocabulaire monétaire, la livre correspondant à l'as :
- 1 once : uncia
- 1 once et demie : sescuncia
- 2 onces : sextans
- 3 onces : quadrans
- 4 onces : trians
- 5 onces : quincunx
- 6 onces : semis
- 7 onces : septunx
- 8 onces : bes
- 9 onces : dodrans
- 10 onces : dextans
- 11 onces : deunx

## Mesures de volume

### Liquides

Une amphore vinaire du type Dressel 1B d'une contenance d'environ 26 litres.

Le setier (sextarius ; en français ancien : « sextier » ou parfois « septier ») est la sixième part du conge. Ce dernier est la huitième part de l'amphore quadrantal, c'est-à-dire du pied romain cube. L'amphore correspondait exactement à la capacité d'un pes cube.
Le setier romain, à base de 29,64 cm / pes, donnerait ~ 54,249 cl (+ 0,46 %).
| Unité romaine             | Nom latin             | Setiers | Pouces cubes | Équivalence |
| ------------------------- | --------------------- | ------- | ------------ | ----------- |
| Une cuillerée             | Mitigula              | 1/48    | ¾            | ~ 1,12 cl   |
| Une coupette              | Cyathus               | 1/12    | 3            | ~ 4,5 cl    |
| Un sixième de setier      | Sextans               | 1/6     | 6            | ~ 9 cl      |
| Un tiers de setier        | Triens                | 1/3     | 12           | ~ 18 cl     |
| Une hémine                | Hemina                | 1/2     | 18           | ~ 27 cl     |
| Un double tiers de setier | Cheonix               | 2/3     | 24           | ~ 36 cl     |
| Un setier                 | Sextarius             | 1       | 36           | ~ 54 cl     |
| Un conge                  | Congius               | 6       | 216          | ~ 3,25 l    |
| Une urne                  | Urna                  | 24      | 864          | ~ 13 l      |
| Une amphore               | Amphora ou quadrantal | 48      | 1 728        | ~ 26 l      |
| Une outre                 | Culleus               | 960     | 34 560       | ~ 520 l     |

### Matières sèches (grains)

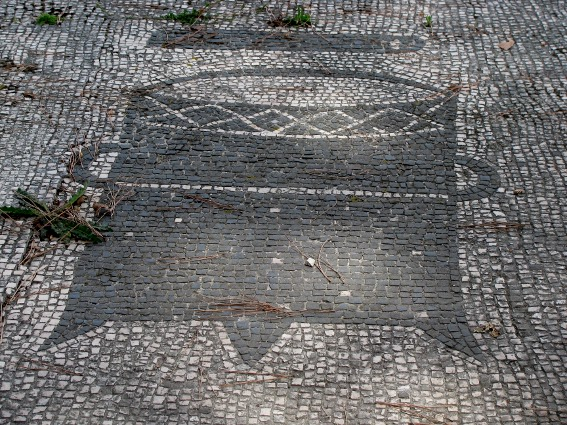
Boisseau pour le grain et racloir pour égaliser, époque romaine impériale, mosaïque de la place des Corporations.

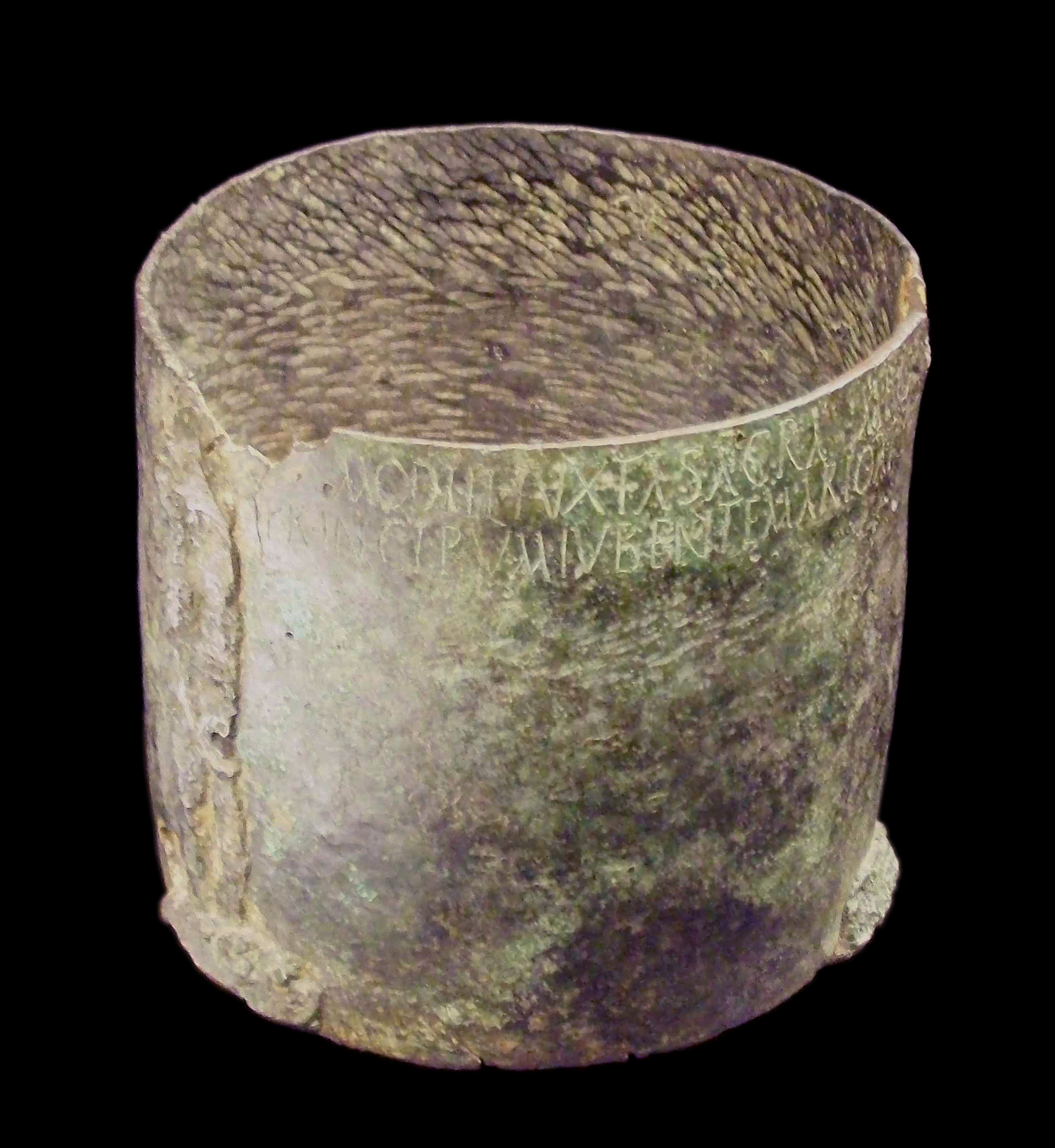
Un muid (modius) du IVe siècle

Le boisseau romain est le pes cube. Le muid (lat. modius, c.-à-d. « la mesure ») est le tiers du boisseau romain. Le quadrantal est également la capacité d'un pied romain cube.
Le muid romain, à base de 29,64 cm / pes, donnerait ~ 8,680 l (+ 0,15 %)
| Unité romaine       | Nom latin  | Muids | Pouces cubes | Équivalence |
| ------------------- | ---------- | ----- | ------------ | ----------- |
| Une gobelette       | Acetabulum | 1/128 | 2¼           | ~ 6,75 cl   |
| Un quart de setier  | Quartarius | 1/64  | 4½           | ~ 13,5 cl   |
| Une hémine          | Hemina     | 1/32  | 9            | ~ 27 cl     |
| Un setier           | Sextarius  | 1/16  | 18           | ~ 54 cl     |
| Une gallone         | Semodius   | 1/2   | 288          | ~ 4,33 l    |
| Un muid ou boisseau | Modius     | 1     | 576          | ~ 8,67 l    |
| Un quadrantal       | Quadrantal | 3     | 1 728        | ~ 26 l      |

## Mesures du temps
La mesure du temps n'était pas la même selon les saisons.

## LesGromatici veteres
Le recueil des Gromatici veteres (qui signifie : les anciens utilisateurs de la groma, c'est-à-dire arpenteurs) est une compilation réalisée à la fin du Ve siècle ou au début du VIe siècle de textes dont les plus anciens remontent au Ier siècle ; elle représente une somme sur les connaissances des arpenteurs romains,.
L'un des textes du recueil décrit les mesures de longueur, d'aire et de poids.
| Latin | Traduction en français |
| --- | --- |
| Mensurarum genera sunt XII, Digitus, uncia, palmus, Semipes, pes, gradus, Passus, decempeda, pertica, Actus, stadius, miliarius. Palmus habet digitos IIII, uncias III. Semipes habet palmos II. Pes habet palmos IIII. Cubitus habet pedem Is. Gradus habet pedes IIs. Ulna habet pedes IIII. Passus habet pedes V. Decempeda pedes X digitorum XVI. Pertica habet pedes XII digitorum XVIII. Actus habet pedes CXX perticas X. Stadius habet pedes DCXXV. Miliarius habet pedes V. Porca habet pedes VII CC. Agnus habet pedes XIV CD. Ingrus habet pedes XXVIII DCCC. Versus habet pedes VIII DCXL. Dimidia sela, pars duodecima unciæ. Sela, secta pars unciæ. Lycus, quarta pars unciæ. Duo sela, tertia pars unciæ. Semiuncia, dimidia unciæ. Uncia. Sescuncia, uncia semis unciæ. Sextam, duae unciæ. Quadran, tres unciæ. Trian, quattuor unciæ. Quincum, quinque unciæ. Semis, sex unciæ. Septum, septem unciæ. Uem, octo unciæ. Dodran, novem unciæ. Dean, decem unciæ. Dabum, undecim unciæ. As, duodecim unciæ. | Les genres de mesures sont 12, Le doigt, l'once et la paume, Le demi-pied, le pied et le grade, Le pas, la perche decempeda et la perche pertica, L'actus, le stade et le mille. La paume compte 4 doigts ou 3 onces. Le demi-pied compte 2 paumes. Le pied compte 4 paumes. La coudée compte 1 pied et demi. Le grade compte 2 pieds et demi. L'aune compte 4 pieds. Le pas compte 5 pieds. La perche decempeda compte 10 pieds de 16 doigts. La perche pertica compte 12 pieds de 18 doigts L'actus compte 120 pieds ou 10 perches. Le stade compte 625 pieds. Le mille compte 5 000 pieds. La porca compte 7 200 pieds [carrés]. L'arpent compte 14 400 pieds [carrés]. Le jugère compte 28 800 pieds [carrés]. Le versus compte 8 640 pieds [carrés]. Le demi-sela est la douzième partie de l'once. La sela est le sixième de l'once. Le lycus, le quart de l'once. La double sela, le tiers de l'once. La semiuncia, la moitié de l'once. L'once. La sescuncia, une once et demi. Le sextans, deux onces. Le quadrans, trois onces. Le trians, quatre onces. Le quincunx, cinq onces. Le semis, six onces. Le septunx, sept onces. Le bes, huit onces. Le dodrans, neuf onces. Le dextans, dix onces. Le deunx, onze onces. L'as, douze onces. |